# تشيللو (مسلسل)
تشيللو هو مسلسل عربي مشترك تم إنتاجه في لبنان. بدأ عرضه في سنة 2015. كما بلغ عدد حلقاته 30 حلقة، وتبلغ مدة الحلقة الواحدة 50 دقيقة. وهو من إخراج سامر برقاوي. تم بث المسلسل لأول مرة بتاريخ 18 حزيران 2015.

## طاقم التمثيل
- تيم حسن
- نادين نسيب نجيم
- يوسف الخال
- كارمن لبس
- أيمن عبد السلام
- جناح فاخوري
- انجو ريحان
- يسرا اللوزي
- خالد السيد - فواز[1]
- باتريك مبارك
- جورج دياب
- شربل اسكندر
- علي سعد
- جهاد الأطرش - الراوي
- شربل سمعان

## القصة
تم اقتباس قصة المسلسل من فيلم اجنبي هو Indecent Proposal
حيث تدور قصة العمل حول «ياسمين» وهي عازفة تشيللو شهيرة تعيش حالة صراع مع مشاعرها نحو رجلين تكنّ لكلّ منهما الحب؛ الأول هو زوجها «آدم» عازف البيانو، والثاني هو رجل الأعمال «تيمور» الذي يساعدهما على تأسيس مشروع عمرهما، بعد فرض شروط عليها